# Sazköy, Bozkurt
Sazköy là một xã thuộc huyện Bozkurt, tỉnh Denizli, Thổ Nhĩ Kỳ. Dân số thời điểm năm 2010 là 374 người.